# Roland P. Roberts
Roland P. Roberts (n. 1964 Beaumont) es un botánico, explorador estadounidense.

## Obras

### Coautoría
- 2006. Flora of North America: North of Mexico. Magnoliophyta: Asteridae, part 7: Asteraceae, part 2. Editor Oxford Univ. Press, 666 pp. ISBN 0195305647

- lowell e. Urbatsch, loran c. Anderson, roland p. Roberts, kurt m. Neubig. 2006. Ericameria. pp. 50-77. En: Editorial Committee. Flora of North America North of Mexico. Vol. 20.
- La abreviatura «R.P.Roberts» se emplea para indicar a Roland P. Roberts como autoridad en la descripción y clasificación científica de los vegetales.[1]